# محمد تقی الجعفری
محمد تقی الجعفری (تولد ۲۵ اکتبر ۱۹۸۶) یک داور فوتبال اهل کشور سنگاپور است.
وی از سال ۲۰۱۲ میلادی در لیست داوران بین المللی فیفا قرار گرفت.
او در رقابتهای لیگ قهرمانان آسیا و جام جهانی فوتبال زیر ۱۷ سال ۲۰۱۷ قضاوت کرده است.